# Ringer-Europameisterschaften 1978
Die Ringer-Europameisterschaften 1978 fanden im April und Mai in beiden Stilarten in der bulgarischen Hauptstadt Sofia statt.

## Griechisch-römisch

### Ergebnisse
| Klasse  | Gold                 | Silber          | Bronze         |
| ------- | -------------------- | --------------- | -------------- |
| -48 kg  | Constantin Alexandru | Anatoli Bosin   | Dietmar Hinz   |
| -52 kg  | Wachtang Blagidse    | Lajos Rácz      | Nicu Gângă     |
| -57 kg  | Wladimir Pogudin     | Mihai Boțilă    | Józef Lipień   |
| -62 kg  | Kazimierz Lipień     | Ion Păun        | István Tóth    |
| -68 kg  | Ștefan Rusu          | Nikolai Dimow   | Károly Gaál    |
| -74 kg  | Ferenc Kocsis        | Anatoli Bykow   | Janko Schopow  |
| -82 kg  | Ion Draica           | Jan Dolgowicz   | Sawo Schristow |
| -90 kg  | Frank Andersson      | Keijo Manni     | Petre Dicu     |
| -100 kg | Nikolai Balboschin   | Georgi Rajkow   | József Farkas  |
| +100 kg | Roman Codreanu       | Alexandar Tomow | József Nagy    |

### Medaillenspiegel (griechisch-römisch)
| Rang | Land                            | Gold | Silber | Bronze |
| ---- | ------------------------------- | ---- | ------ | ------ |
| 1    | Rumänien                        | 4    | 2      | 2      |
| 2    | Sowjetunion                     | 3    | 2      | 0      |
| 3    | Ungarn                          | 1    | 1      | 4      |
| 4    | Polen                           | 1    | 1      | 1      |
| 5    | Schweden                        | 1    | 0      | 0      |
|      |                                 |      |        |        |
| 8    | Deutsche Demokratische Republik | 0    | 0      | 1      |

Rumänien verteidigte damit Rang eins im griechisch-römischen Stil vor der Sowjetunion. Die DDR kam auf Rang acht, die BRD auf den zehnten Platz durch den fünften Platz von Erich Klaus in der Klasse bis 68 kg.

## Freistil

### Ergebnisse
| Klasse  | Gold                | Silber             | Bronze             |
| ------- | ------------------- | ------------------ | ------------------ |
| -48 kg  | Stojan Stojanow     | Gheorghe Rasovan   | Mihály Gyulai      |
| -52 kg  | Nermedin Selimow    | Telman Paschajew   | Władysław Stecyk   |
| -57 kg  | Busaj Ibragimow     | Aurel Neagu        | Iwan Sotschew      |
| -62 kg  | Mitscho Dukow       | Saipulla Absaidow  | Zoltán Szalontai   |
| -68 kg  | Iwan Jankow         | Ichaki Gaidarbekow | Dariusz Czichowski |
| -74 kg  | Pjotr Marta         | Marin Pîrcălabu    | Reşit Karabacak    |
| -82 kg  | Schukri Ljutwiew    | Adolf Seger        | Tiberiu Seregeli   |
| -90 kg  | Uwe Neupert         | Iwan Ginow         | Wiktor Batnija     |
| -100 kg | Lewan Tedijaschwili | Mehmet Güçlü       | Vasile Pușcașu     |
| +100 kg | Boris Bigajew       | József Balla       | Marin Gertschew    |

### Medaillenspiegel (Freistil)
| Rang | Land                            | Gold | Silber | Bronze |
| ---- | ------------------------------- | ---- | ------ | ------ |
| 1    | Bulgarien                       | 5    | 1      | 2      |
| 2    | Sowjetunion                     | 4    | 3      | 1      |
| 3    | Deutsche Demokratische Republik | 1    | 0      | 0      |
| 4    | Rumänien                        | 0    | 3      | 2      |
| 5    | Ungarn                          | 0    | 1      | 2      |
|      |                                 |      |        |        |
| 7    | BR Deutschland                  | 0    | 1      | 0      |

Die Sowjetunion, 1977 in Bursa noch mit sechs Goldmedaillen erfolgreich, verlor Rang eins im Freistilringen an die bulgarischen Gastgeber. Ringer aus zwölf Nationen konnten sich unter den jeweils ersten sechs platzieren.
1911 |
– |
1921 |
– |
1924 |
1925 |
1926 |
1927 |
– |
1929 |
1930 |
1931 |
– |
1933 |
1934 |
1935 |
– |
1937 |
1938 |
1939 |
– |
1946 |
1947 |
1949 |
– |
1966 |
1967 |
1968 |
1969 |
1970 |
– |
1972 |
1973 |
1974 |
1975 |
1976 |
1977 |
1978 |
1979 |
1980 |
1981 |
1982 |
1983 |
1984 |
1985 |
1986 |
1987 |
1988 |
1989 |
1990 |
1991 |
1992 |
1993 |
1994 |
1995 |
1996 |
1997 |
1998 |
1999 |
2000 |
2001 |
2002 |
2003 |
2004 |
2005 |
2006 |
2007 |
2008 |
2009 |
2010 |
2011 |
2012 |
2013 |
2014 |
2015 |
2016 |
2017 |
2018 |
2019 |
2020 |
2021 |
2022 |
2023 |
2024 |
2025
Inoffizielle Europameisterschaften:
1898 |
– |
1902 |
1903 |
1904 |
1905 |
1906 |
1907 |
– |
1909 |
1910 |
1912 |
1913 |
1914